# Krummholz

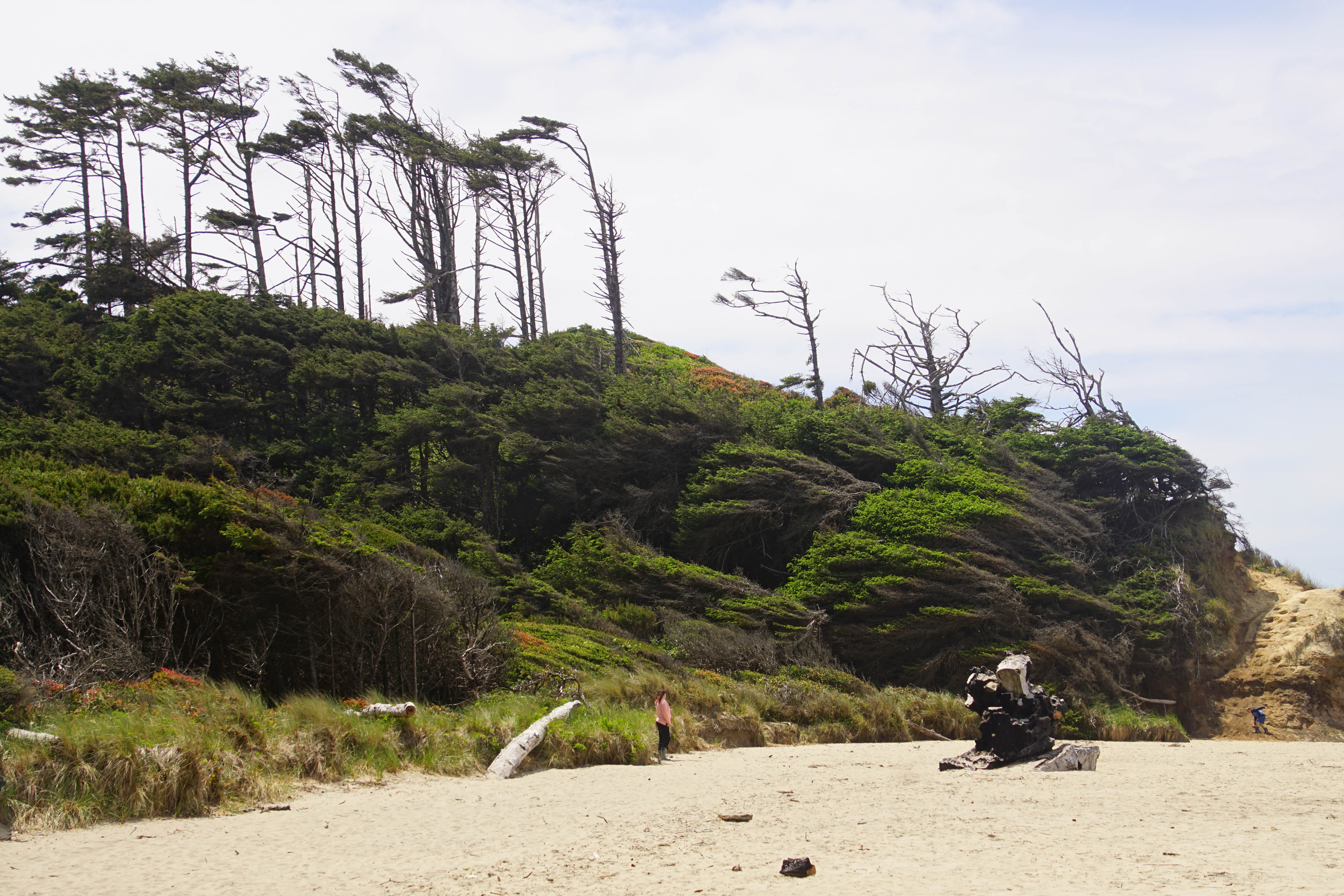
Siluete sculptate de vânt, arbori Krummholz, Ona Beach,.

 Krummholz  ori  krumholtz  (Germană: krumm, „răsucit, stâlcit, îndoit” și Holz, „lemn”) — de asemenea  knieholz  („lemn genunchi”) — este un tip de vegetație deformată, de obicei arbori și arbuști, întâlnit în zonele subartice și subalpine, la limita dintre linia arborilor și tundra alpină, „sculptată” de continua expunere la vânturi în rafale, tari și reci.
Sub aceste condiții vitrege, arborii pot supraviețui doar unde sunt protejați de formațiuni de pietre sau de un covor de zăpadă. Întrucât porțiunile inferioare ale arborelui sunt protejate, acestea vor continuă să crească extrem de dens în apropierea solului.
În Newfoundland and Labrador, genul acesta de formație este cunoscut ca tuckamore. Conifere și arbori Krummholz sunt frecvenți pe anumite plaje de pe coasta statului  Oregon, unde pot crește mult mai înalți decât „verii” lor subalpini, datorită altitudinii foarte reduse, a vânturilor mai calde și a valorii medii a biotemperaturii, care este mult mai ridicată decât în zona alpină.

## Specii

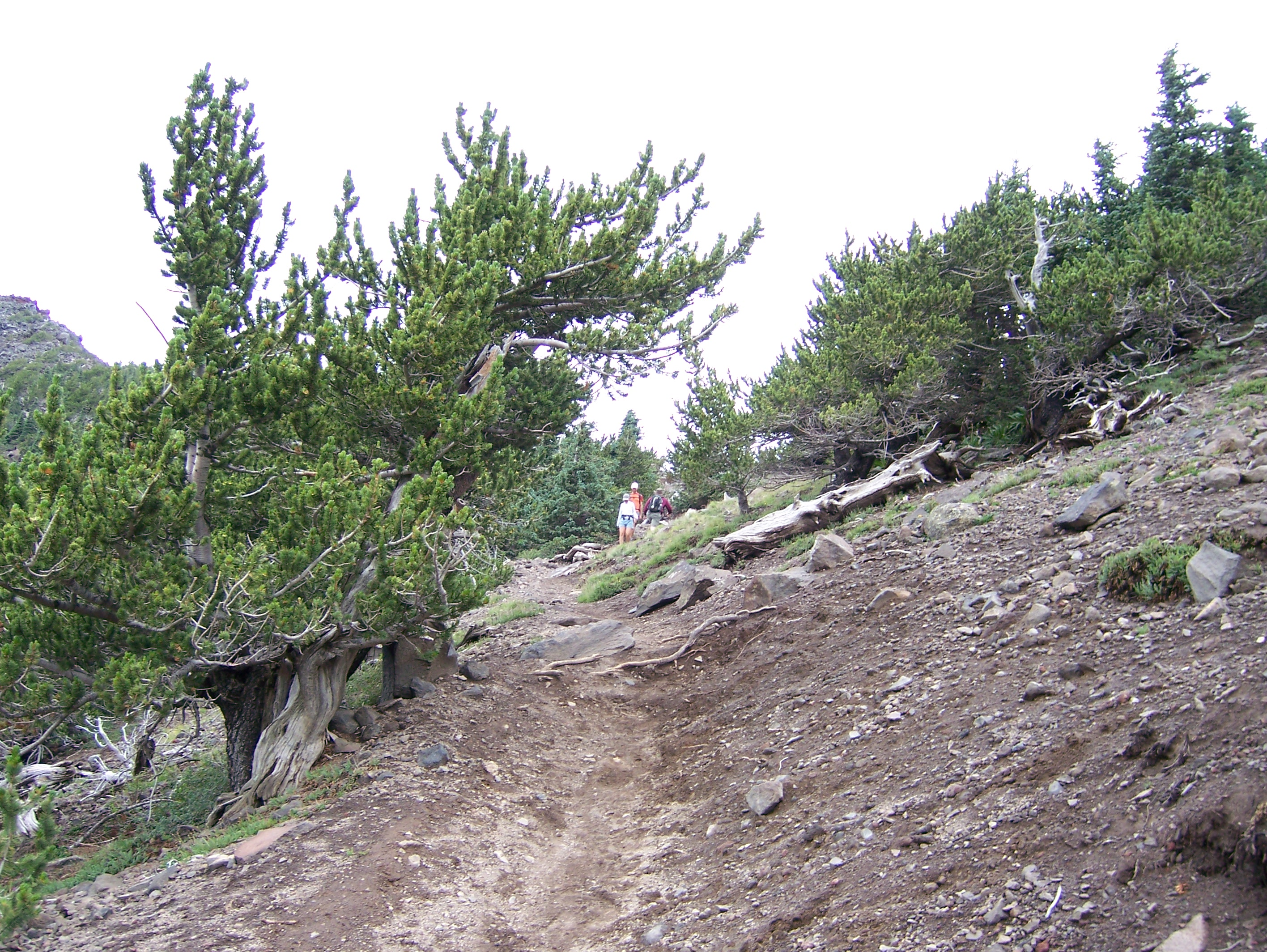
Krummholtz Pinus aristata

Printre arborii cei mai comuni, care prezintă formațiuni de tip krummholtz, se pot menționa mai ales coniferele, dintre care  molidul (Picea abies), jneapănul (Pinus mugo), pinul comun (Pinus), bradul canadian (Abies balsamea), bradul subalpin de Munții Stâncoși (Abies lasiocarpa), pinul roșu (Picea rubens), pinul negru (en:Pinus negra), laricea alpină (Larix lyallii), pinul de coastă (Pinus contorta) și altele, sunt cele mai adesea întâlnite.
Alte specii care se regăsesc la altitudini suficient de ridicate, la care pădurile subalpine se află la limita dintre linia arborilor și tundra alpină, și sunt frecvent formate ca arbori krummholz, sunt și următoarele specii, pinul lui Engelmann (Picea engelmannii), pinul „flexibil” (Pinus flexilis) și pinul alb vestic (Pinus monticola), toate având arealul în America de Nord, mai exact în  Canada,  Statele Unite ale Americii și  Mexic. 
Exemplare suficient de multe de krummholz de brad negru (Picea mariana) se găsesc în nordul Canadei, mai exact în zona pădurilor boreale. Conifere de tipul molidului negru și a bradului balsam, „sculptate” de vânt în forma de arbori Krummholtz, sunt frecvente în zona de tranziție alpină a Munților Albi din statul american  New Hampshire.

## „Arbore steag”

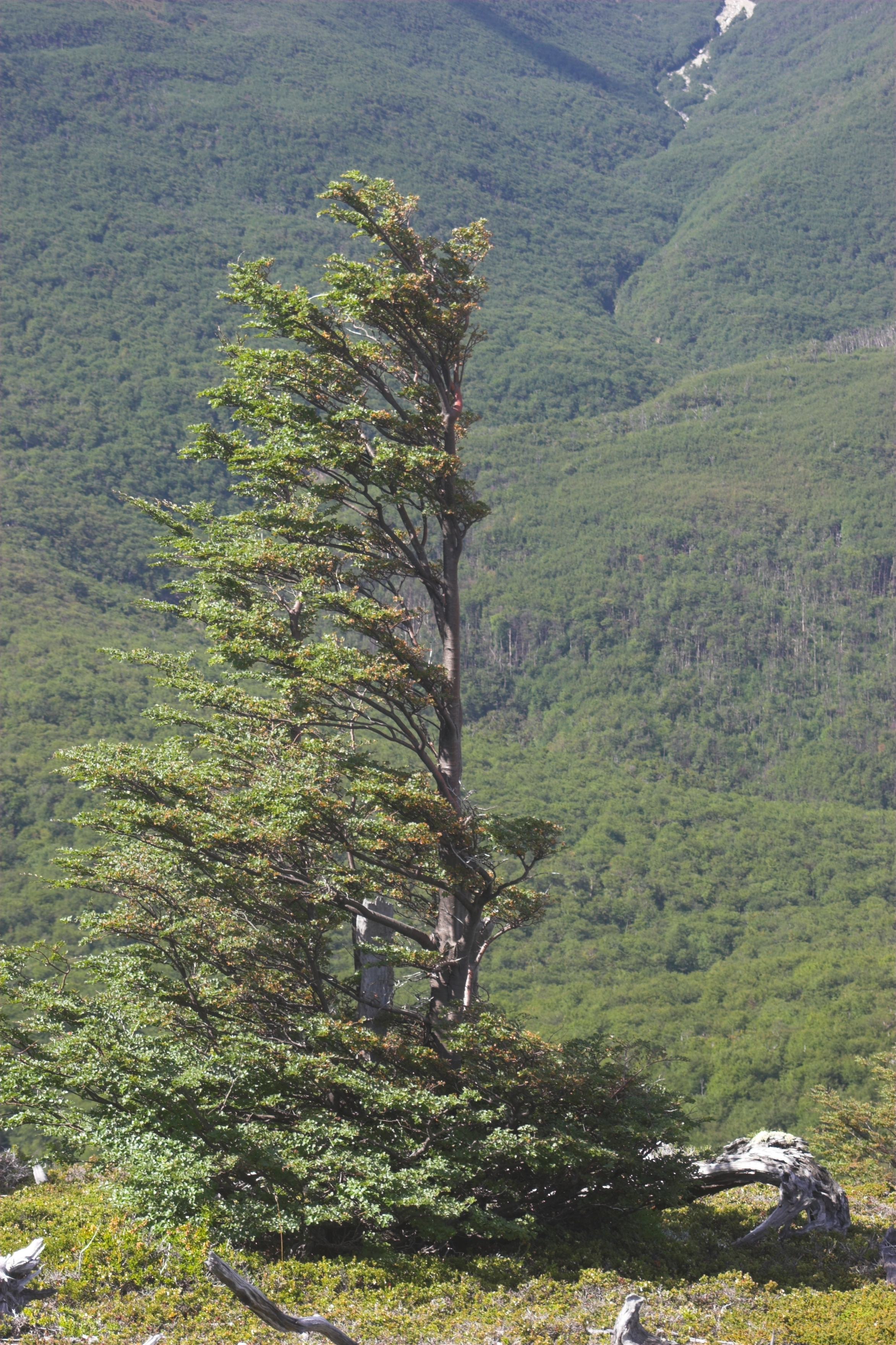
„Conifer drapel”, Parcul Național Torres del Paine, Chile.

O varietate de arbore de tip krummholz este și arborele steag sau coniferul drapel, adesea întâlnit în zone montane descoperite. Ramurile arborilor steag, de cele mai multe ori conifere, sunt fie ucise, fie deformate, sub diferite unghiuri și la diferite intensități de către vânturilr intense și constante ale altitudinilor ridicate și a versanților descoperiți, dând astfel înfățișarea tipică al unui steag fluturând în vânt. De obicei, în partea lor inferioară, acești arbori au ramurile relativ complete, dar dens crescute, datorită protejării din partea rocilor, altor krummholz, unor tufe de jnepeni sau chiar a zăpezii.
Acești arbori deformați parțial se întâlnesc la exemplarele de molid roșu de pe piscurile cele mai înalte, centrale și chiar sudice, ale Munților Apalași, fiind de asemenea văzut pe vârfurile cele mai înalte și platourile Munților Allegheny. Acest tip de formațiune se regăsește cel mai frecvent și cel mai notabil în zonele Dolly Sods și Roaring Planes, de-a lungul lanțului
Allegheny Front în estul statului american  Virginia de Vest, cel mai adesea la altitudini de peste 1.200 m altitudine. Vânturile specifice regiunilor tropicale din apropierea ecuatorului pot forma arborii locali într-o manieră foarte asemănătoare.

## Galerie de imagini

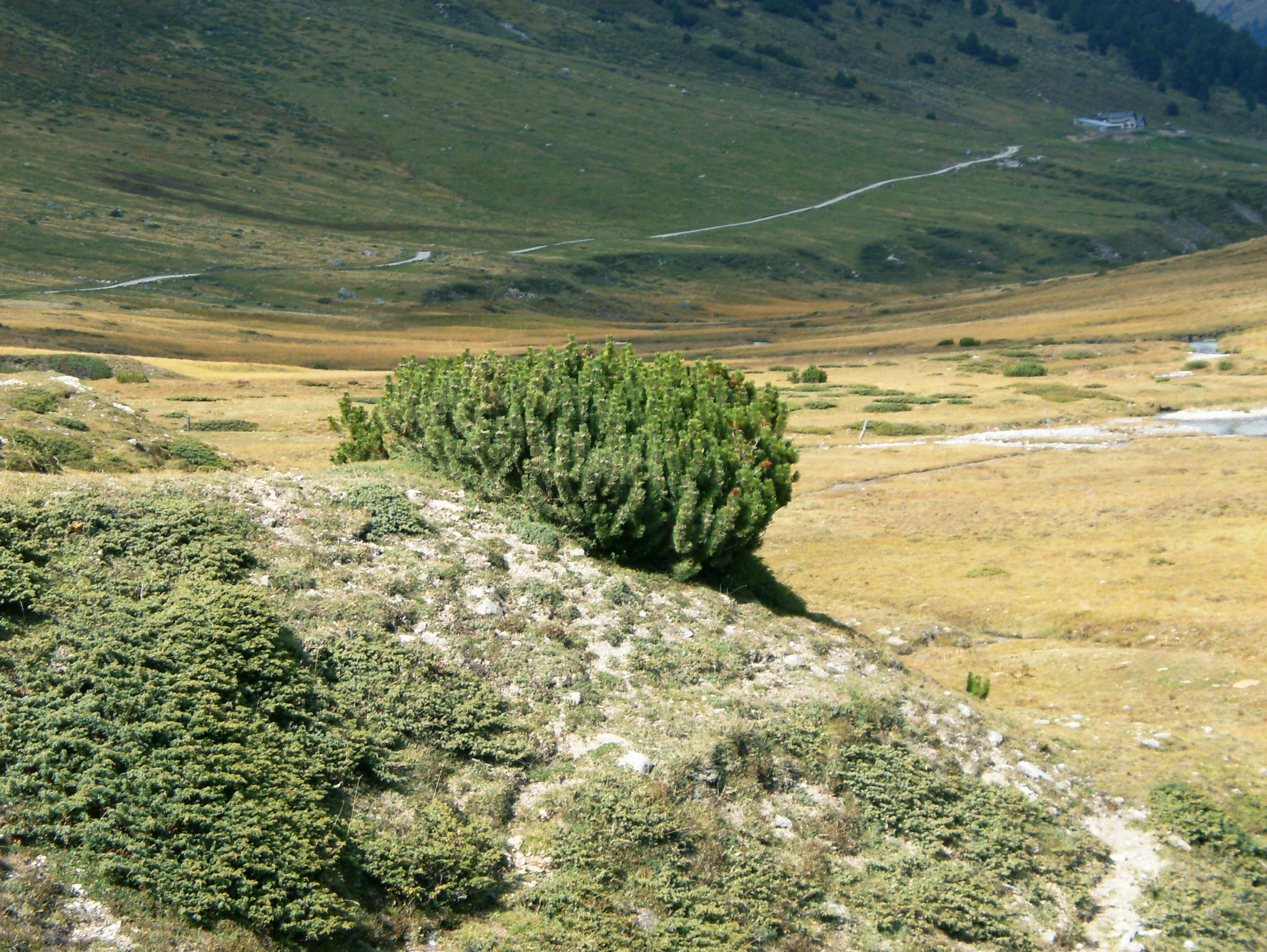
Formațiune Krummholz, pin scoțian (Pinus sylvestris) și jneapăn; altitudine 2,135 m, Engadin, la sud de S-charl, în apropiere de Alp Astras.
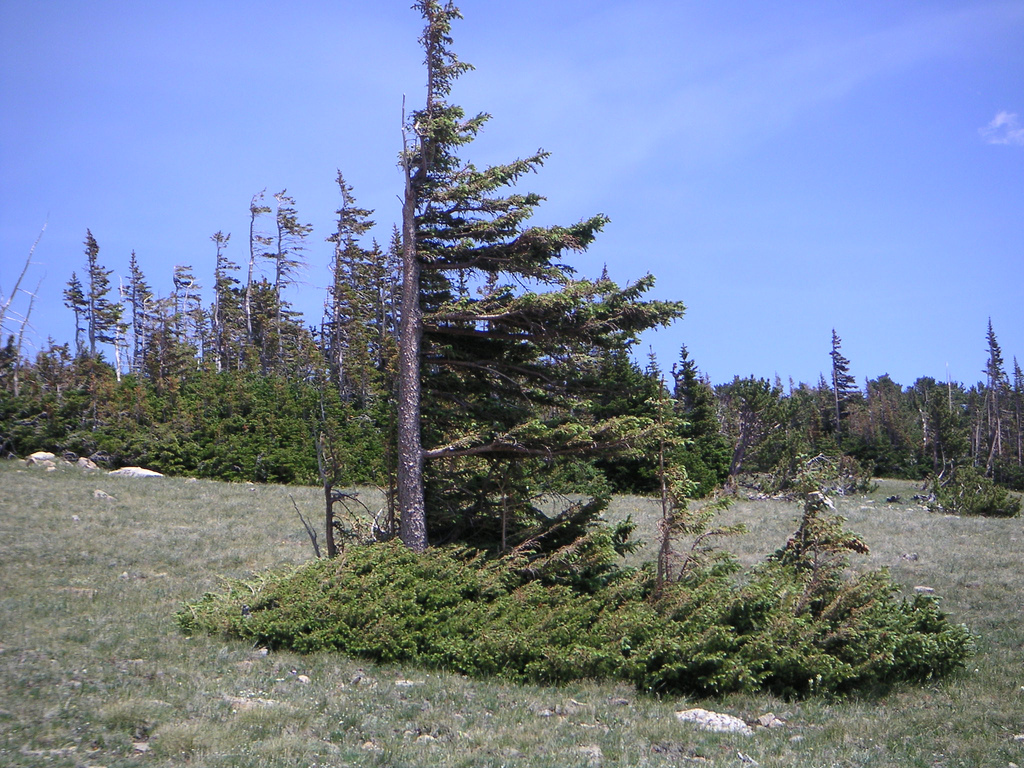
Arbori steag în statul american  Colorado
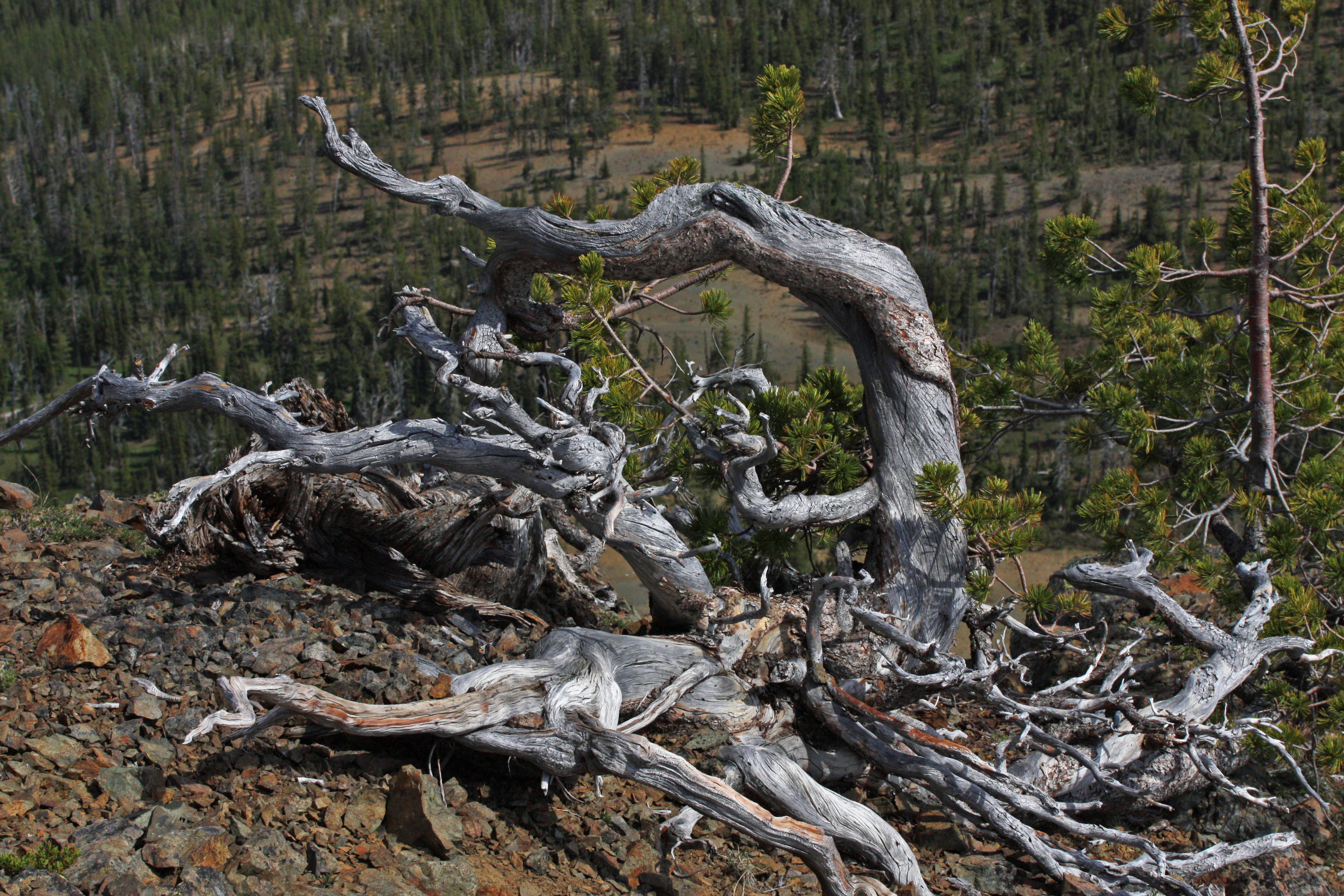
Krummholz Pinus albicaulis în Wenatchee National Forest

## Articole corelate
- Divi-divi
- Lemn de reacție
- Pădure pitică
- Windthrow